# مذکر، مؤنث
مذکر، مؤنث (به فرانسوی: Masculin, féminin) فیلمی سیاه و سفید به کارگردانی ژان لوک گدار که محصول سال ۱۹۶۶ کشور فرانسه است.

## خلاصه داستان
«پاول» جوان به تازگی سربازی‌اش را تمام کرده و از زندگی اجتماعی ناامید شده است. در حالیکه دوست دخترش خود را به عنوان یک خواننده پاپ معرفی می‌کند، او از دوستانش بیشتر و بیشتر جدا می‌شود و …